# Forsyth-Edwards Notation
Forsyth-Edwards Notation（略称：FEN）は、チェスにおける駒配置の標準的な表記法。また、その情報を記述したテキストファイル（拡張子は.fen）。

## 概要
スコットランドの新聞記者、デービッド・フォーサイスが発案した。19世紀頃に一般に用いられるようになり、スティーブン・J・エドワーズがコンピューターで利用できるように拡張した。盤面の初期状態をコンパクトに表記できるため、Portable Game Notationにとってなくてはならないものになっている。ただし、千日手についての情報を持たせることはできない。

## 定義
FENは6つのフィールドに分かれる。各フィールドはスペース記号で区切られる。
1. 駒配置。
  - 8ランクから始まり、1ランクで終わる。各ランクはスラッシュ記号で区切られる。
  - 各ランクはaファイルから始まり、hファイルで終わる。
  - 8つのマスに入っている駒を順に1つずつ記述する。白のポーン=P、ナイト=N、ビショップ=B、ルーク=R、クイーン=Q、キング=K。黒の駒は小文字で書く。
  - 空いているマスがある場合、その数を数字で直接書く。例えばあるランクが全て空ならば"8"になる。（aファイルから順に）6つの空きマス、白ポーン、1つの空きマスならば"6P1"になる。ここまでがフォーサイスの考案した「フォーサイス記法」であった。以下がエドワーズによる拡張である。
2. 手番。白の番ならばwを、黒の番ならばbを書く。
3. キャスリングの可否。以下のうち、可能なものを全て書き並べる。どれも不可能ならばハイフン記号を1つ置く。
  - K：白はキングサイドにキャスリング可能
  - Q：白はクイーンサイドにキャスリング可能
  - k：黒はキングサイドにキャスリング可能
  - q：黒はクイーンサイドにキャスリング可能
4. アンパッサン可能な位置。ポーンが2マス進んだ直後である場合、そのポーンが通過したマスを書く。存在しない場合はハイフン記号を1つ置く。
5. 最後のポーンの移動または駒取りがあってから経過したプライ（半手）数。白黒いずれかの指し手によって1増え、通常の手数の約2倍となる。これは50手ルールに対応するためである。
6. 手数。黒の指し手の後に1増える、通常の手数。

## 例
初期配置はこのように表記される。
```
rnbqkbnr/pppppppp/8/8/8/8/PPPPPPPP/RNBQKBNR w KQkq - 0 1
```

1. e4 の直後
```
rnbqkbnr/pppppppp/8/8/4P3/8/PPPP1PPP/RNBQKBNR b KQkq e3 0 1
```

1. ... c5 の直後
```
rnbqkbnr/pp1ppppp/8/2p5/4P3/8/PPPP1PPP/RNBQKBNR w KQkq c6 0 2
```

2. Nf3 の直後
```
rnbqkbnr/pp1ppppp/8/2p5/4P3/5N2/PPPP1PPP/RNBQKB1R b KQkq - 1 2
```

## チェス960
チェス960のような変則チェスでは、駒の初期配置を指定することが不可欠であるため、FENは大きな役割を果たす。しかし、キングとクイーンの位置関係はランダムに変化するので、上述の3番目のフィールドにK、Q、k、qという文字を使うことは不適切である。そこでShredderやFritzといったチェスソフトではK、Q、k、qの代わりにA、H、a、hの文字を使う。これをShredder-FENと呼ぶことがある。